# Abscés dental
L'abscés dental (o flegmó dental) és un abscés localitzat a la geniva. El tipus més comú és l'abscés periapical, i el segon més comú és el periodontal. En un abscés periapical, en general l'origen és una infecció bacteriana que s'ha acumulat en el teixit tou, la polpa, de la dent. Això pot ser causat per la càries dental, dents trencades o una malaltia periodontal extensa (o combinacions d'aquests factors). Un tractament de la polpa pot crear un abscés similar.

## Tipus d'abscés dental
Generalment, els tipus d'abscessos dentals es poden classificar en tres grans grups: abscés periodontal, gingival i periapical. El primer d'ells, s'inicia al teixit dels ossos de les peces dentals. El segon, l'abscés només afecta la geniva i no afecta la dent ni l'os. Finalment, l'últim d'ells s'inicia a la peça dental.

### Abscés periodontal
Quan s'afecten els teixits periodontals en la zona afectada. Les parts afectades són l'arrel de la dent i la paret interna de la bossa periodontal.

### Abscés gingival
Quan s'afecta la geniva que provoca la inflamació i posterior hemorràgia de les genives. Aquest pot ser crònic o agut.

### Abscés periapical
Quan s'afecta els teixits tous que envolten l'arrel de la dent.

## Simptomatologia
Els signes i símptomes de l'abscés dental són variats, depenent del tipus, localització i evolució farà que apareguin uns o altres: febre, dolor, malestar general, mal gust a la boca, inflor de cara, galtes, ganglis limfàtics, sensibilitat a aliments freds o calents, dolor irradiat a orelles o mandíbula inferior, entre d'altres.

## Tractament
L'abscés dental és una patologia molt comuna a la societat i si es tracta correctament té un bon pronòstic. El tractament base consisteix a controlar el dolor mitjançant analgèsia, disminuir la inflamació de la zona afectada amb antiinflamatoris i finalment, erradicar la infecció amb antibioteràpia. Un cop controlada la simptomatologia s'ha d'estudiar quina ha estat l'etiologia i tractar la causa per evitar una reaparició.